# Aboim (Amarante)
Aboim é uma povoação portuguesa do Município de Amarante que foi sede da extinta Freguesia de Aboim, freguesia que tinha 5,24 km² de área e 596 habitantes (2011), e, por isso, uma densidade populacional de 113,7 hab/km².
A Freguesia de Aboim foi extinta em 2013, no âmbito de uma reforma administrativa nacional, tendo sido agregada às freguesias de Vila Garcia e Chapa, para formar uma nova freguesia denominada União das Freguesias de Vila Garcia, Aboim e Chapa com sede em Vila Garcia.
Aboim fez parte do couto de Aboim e Codeçoso até ao início do século XIX. Esteve integrada no concelho (atual município) de Celorico de Basto entre 1837 e 1853.

## Etimologia
Será um topónimo de origem germânica, por via do baixo-latim [Villa] Abolini, "a quinta de Abolino", mais tarde [Villa] Abulin, que virá do antropónimo Abolunis, ou Abulinus, também grafado Alboinus, Alvinus, Avolus e Alboin, que encontramos por exemplo no lombardo rei Alboim.
Topónimo comum tanto em Portugal como na Galiza, atribui-se-lhe também as variantes Aboinha e Boím, e estará relacionado com o sobrenome Alvim.

## População
| Totais e grupos etários | Totais e grupos etários | Totais e grupos etários | Totais e grupos etários | Totais e grupos etários | Totais e grupos etários | Totais e grupos etários | Totais e grupos etários | Totais e grupos etários | Totais e grupos etários | Totais e grupos etários | Totais e grupos etários | Totais e grupos etários | Totais e grupos etários | Totais e grupos etários | Totais e grupos etários |
| ----------------------- | ----------------------- | ----------------------- | ----------------------- | ----------------------- | ----------------------- | ----------------------- | ----------------------- | ----------------------- | ----------------------- | ----------------------- | ----------------------- | ----------------------- | ----------------------- | ----------------------- | ----------------------- |
|                         | 1864                    | 1878                    | 1890                    | 1900                    | 1911                    | 1920                    | 1930                    | 1940                    | 1950                    | 1960                    | 1970                    | 1981                    | 1991                    | 2001                    | 2011                    |
| Geral                   | 315                     | 335                     | 386                     | 394                     | 462                     | 430                     | 478                     | 701                     | 578                     | 740                     | 670                     | 715                     | 655                     | 652                     | 596                     |
| i)                      |                         |                         |                         |                         |                         |                         |                         |                         |                         |                         |                         |                         |                         | 115                     | 93                      |
| ii)                     |                         |                         |                         |                         |                         |                         |                         |                         |                         |                         |                         |                         |                         | 114                     | 69                      |
| iii)                    |                         |                         |                         |                         |                         |                         |                         |                         |                         |                         |                         |                         |                         | 313                     | 324                     |
| iv)                     |                         |                         |                         |                         |                         |                         |                         |                         |                         |                         |                         |                         |                         | 110                     | 110                     |

 i) 0 aos 14 anos; ii) 15 aos 24 anos; iii) 25 aos 64 anos; iv) 65 e mais anos	

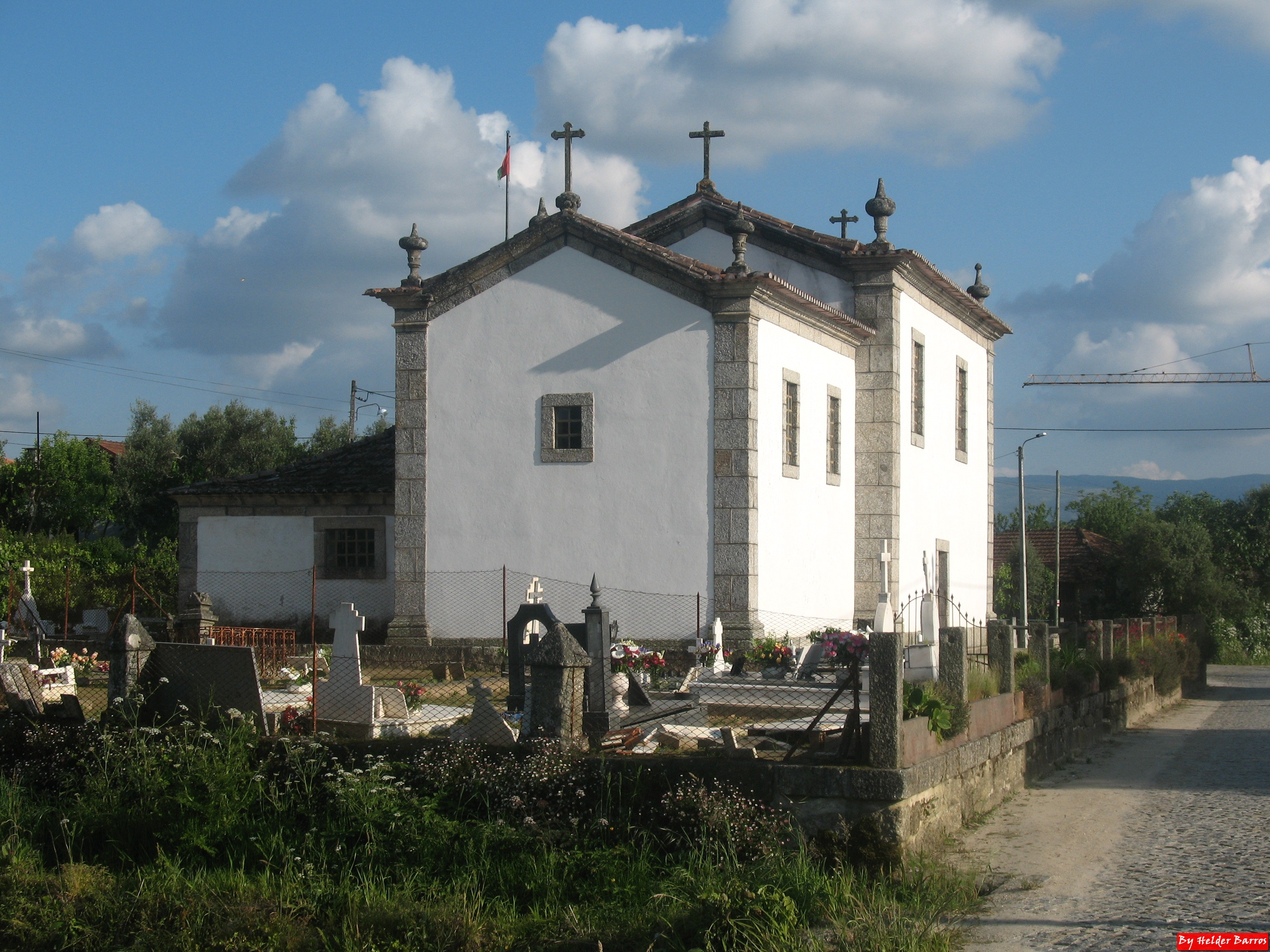
Amarante Aboim Igreja Matriz Traseiras